# Хартум (міське селище)
40°44′39″ пн. ш. 72°24′12″ сх. д. / 40.74417° пн. ш. 72.40333° сх. д.
Хартум (узб. Хартум, Xartum) — міське селище в Узбекистані, в Андижанському районі Андижанської області.
Розташоване у Ферганській долині, на арику Саркай, за 7 км на південний схід від залізничної станції Андижан-1. Південно-східне передмістя Андижана. Через селище проходить автошлях Андижан—Кургантепа—Карасув.
Населення 1,5 тис. мешканців (1990). Статус міського селища з 2009 року.